# A New Era of Thought
A New Era of Thought  (litt. Une nouvelle ère de la pensée) est un ouvrage de non-fiction écrit par Charles Howard Hinton, publié en 1888 et réimprimé en 1900 par Swan Sonnenschein & Co. Ltd., London. A New Era of Thought parle de la quatrième dimension et de ce qu'elle implique pour la pensée. Préfacé par  Alicia Boole et H. John Falk, A New Era of Thought s'inspire de l'allégorie de la caverne et a été influencé par les ouvrages de Kant, de Gauss et de Lobachevski. Il a à son tour influencé Piotr Ouspensky, en particulier dans l'écriture de Tertium Organum (1920) où il le cite fréquemment ;  Martin Gardner a mentionné ce livre dans plusieurs de ses articles, et il a inspiré le livre de Rudy Rucker La Quatrième dimension.

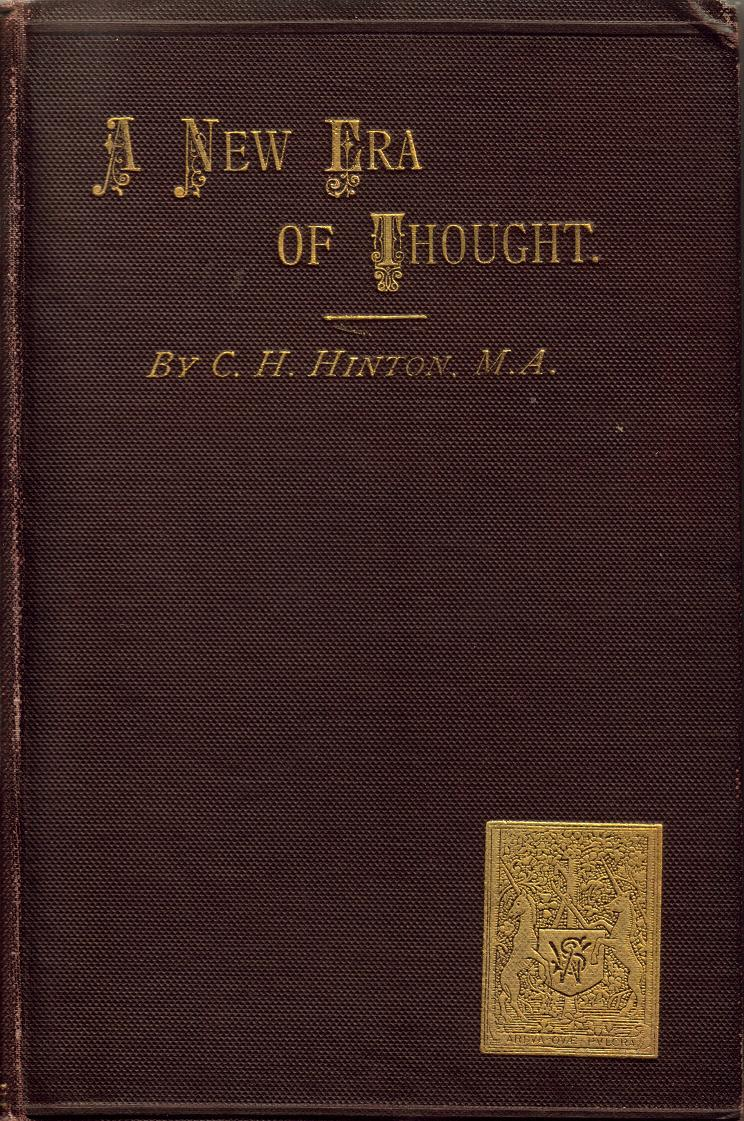
Couverture de l'édition originale.

## Synopsis
A New Era of Thought est formé de deux parties : d'une part, une collection (quelque peu décousue) d'essais philosophiques et mathématiques sur la quatrième dimension, montrant comment il est possible de penser cette dimension supplémentaire, et l'éclairage que cela peut apporter à des idées religieuses et philosophiques ; d'autre part, un système à base de cubes colorés permettant de visualiser un tesseract  à partir de plusieurs sections tridimensionnelles ; ce système sera  développé dans le livre suivant de Hinton, The Fourth Dimension.